# Parmotrema fumarprotocetraricum
Parmotrema fumarprotocetraricum är en lavart som beskrevs av Marcelli & Hale. Parmotrema fumarprotocetraricum ingår i släktet Parmotrema och familjen Parmeliaceae.   Inga underarter finns listade i Catalogue of Life.